# Wehrgehänge

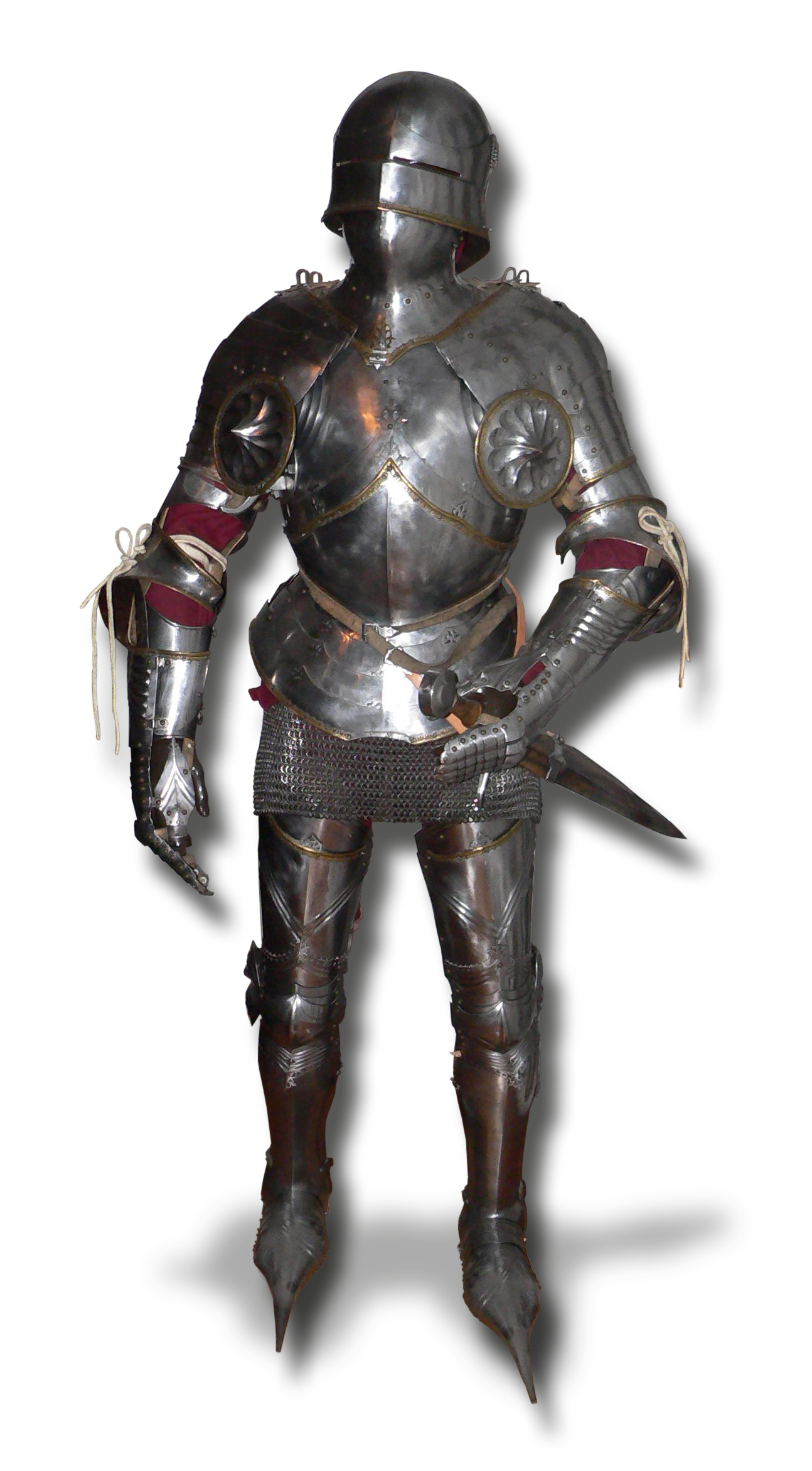
Gotischer Plattenharnisch mit Wehrgehänge, um 1490

Das Wehrgehänge (mittelalterliche Bezeichnung: Wehrgehenk) ist ein über die Schulter gehängter oder um die Leibesmitte geschlungener, oft prunkvoll verzierter Gürtel (lat. Cingulum militare), in dem die Seitenwehr (eine Blankwaffe wie z. B. Degen oder Schwert) getragen wurde. Schulter- und Hüftgürtel können zusammen ein Wehrgehänge bilden. Das Wehrgehänge ist Teil der Rüstung.
Auch konnte ein Wehrgehänge verwendet werden, um auf der Brust ein oder mehrere Messer oder Dolche zu befestigen.

## Heraldik

Wehrgehänge im Wappen derer von Metzradt

In der Heraldik bezeichnet „Wehrgehänge“ eine Folge schräggelegter zusammenhängender Wecken oder Rauten auf der Teilungslinie.